# كريستوفر شاتواي
السير كريستوفر جون تشاتواي (31 يناير 1931 - 19 يناير 2014) عداء بريطاني للمسافات المتوسطة والطويلة، ومذيعًا للأخبار التلفزيونية وسياسي محافظ.

## النشأة
ولد شاتواي في تشيلسي، لندن، وهو ابن جيمس دينيس بيرسيفال شاتواي (توفي عام 1953) ومارجريت بريتشارد، ني سميث (توفي عام 1988). أمضى طفولته في السودان الإنجليزي المصري حيث كان والده مفوضًا محليًا في الخدمة السياسية السودانية. تلقى تعليمه في مدرسة شيربورن - حيث برع في لعبة الركبي والملاكمة والجمباز لكنه لم يفز بأي سباق حتى بلغ السادسة عشرة من عمره - وكلية مجدلين، أكسفورد، حيث حصل على شهادة في الفلسفة، السياسة والاقتصاد, تفوقت دراساته على نجاحه في مضمار ألعاب القوى كعداء مسافات طويلة.

## مهنة ألعاب القوى
كان لتشاتواي مسيرة قصيرة ولكن متميزة في ألعاب القوى. في دورة الألعاب الأولمبية في هلسنكي عام 1952، في نهائي سباق 5000 متر ، بعد تجاوزه في المنعطف الأخير من قبل عداء المسافات الطويلة التشيكي إميل زاتوبيك، والفرنسي آلان ميمون، وألمانيا الغربية هربرت شادي، اصطدمت قدم شاتواي بالرصيف و وقع على الأرض. تمكن شاتواي من إنهاء السباق في المركز الخامس. عند ترك الجامعة تولى وظيفة تنفيذية في موسوعة جينيس. عندما جاء السير هيو بيفر من موسوعة غينيس بفكرة كتاب غينيس للأرقام القياسية، كان تشاتواي هو من اقترح أصدقائه القدامى في الجامعة نوريس وروس ماكويرتر كمحررين، بسبب بحبهم للحقائق.
واصل شاتواي ركضه، عندما ركض روجر بانيستر أول ميل أقل من أربع دقائق في 6 مايو 1954 في مسار طريق إيفلي بجامعة أكسفورد. احتل المركز الثاني في سباق 5000 متر في بطولة أوروبا لألعاب القوى عام 1954، بفارق 12.2 ثانية عن الفائز فلاديمير كوتس، ولكن بعد أسبوعين حدثت مفاجأة في مسابقة لندن ضد موسكو لألعاب القوى في وايت سيتي، حيث سجل رقماً قياسياً عالمياً قدره 13دقيقة و51.6 ثانية. بثت المسابقة عبر شبكة أوروفجن وصار شاتواي أحد مشاهير الرياضة: في ديسمبر من ذلك العام فاز بأول جائزة شخصية رياضية من بي بي سي لهذا العام . بعد المنافسة في أولمبياد 1956، تقاعد تشاتواي من ألعاب القوى الدولية، على الرغم من استمراره في السباق مع فريق تيمز هير آند هاوندز.

## الإذاعة والسياسة
بعد فترة وجيزة من تركه أكسفورد وحصلوله على شهادة في السياسة والفلسفة والاقتصاد، قرر أن يسعى للعمل السياسي. كان يعتقد أن الوظيفة المناسبة في عالم التلفزيون سريع الانتشار قد تساعد.[بحاجة لمصدر]</link> لقد رفض العروض التلفزيونية الرياضية وعروض المسابقات، لكنه حصل على وظيفة في أغسطس 1955 مع ITN . كان هو وروبن داي أول مذيعي أخبار لها. خفضت قناة ITV المتعثرة إنتاجها الإخباري بعد ستة أشهر، فتحول تشاتواي إلى بي بي سي وكان لمدة ثلاث سنوات ونصف واحدة من فريق ' بانوراما مع مهمة مختلفة كل أسبوع، أحيانًا في المنزل ولكن عادةً في الخارج. . بحلول هذا الوقت، كان يفكر أيضًا في مهنة أخرى، هذه المرة في السياسة. انتخب بفارق ضئيل كمحافظ لمجلس مقاطعة لندن في عام 1958 في لويشام نورث، ثم اختير للترشح للبرلمان في نفس المقعد. كان لويشام نورث مقعدًا هامشيًا للغاية فاز به حزب العمال في الانتخابات الفرعية عام 1957، لكن تشاتواي فاز بالمقعد بأغلبية أكبر مما كانت عليه في الانتخابات العامة السابقة.
أعرب خطابه الأول عن أمله في أن يرفض فريق الكريكيت الإنجليزي القيام بجولة في نظام الفصل العنصري في جنوب إفريقيا، وهو رأي غير عادي للغاية بالنسبة للمحافظين. في البرلمان، تناول شاتواي قضية اللاجئين، وخاصة في أفريقيا، وقام بحملة قوية خلال عام اللاجئين العالمي حتى أنه حصل على وسام نانسن. شغل منصب السكرتير الخاص البرلماني قبل تعيينه وزيراً للتعليم المبتدئ في يوليو 1962. في انتخابات عام 1964، خفضت أغلبيته إلى 343 وبدا المقعد ضعيفًا بشكل واضح. في عام 1966 خسر.
فاز المحافظون بشكل غير متوقع بالسيطرة على هيئة التعليم الداخلية في لندن عام 1967، وشعرت قيادة الحزب بالرعب عندما اكتشفت أن أعضاء مجلسهم المنتخبين حديثًا سيحاولون تفكيك المدارس الأساسية واستبدالها بمدارس ثانوية حديثة ونحوية. و أقنع شاتواي، الذي يتمتع بخبرة وزارية ذات صلة، بتولي المسؤولية. انتخب عضو مجلس محلي وعُين رئيسًا للجنة التعليم. وفي نهاية المطاف، نجح في استمالة زملائه لاتخاذ موقف أكثر اعتدالاً، وتجنب الاصطدام المباشر مع إدوارد شورت (وزير التعليم العمالي) ومضى في تنفيذ مخططات إعادة التنظيم الثانوية التي اعتبرها مبررة.[بحاجة لمصدر]</link>

## حكومة هيث
كان شاتواي حريصًا على العودة إلى البرلمان، وأتت الفرصة في انتخابات فرعية في تشيتشيستر في مايو 1969. ثم استقال من منصب رئيس ILEA. مع عودة حكومة المحافظين عام 1970، وبعد رفض عرض وزير الرياضة، عيين من قبل إدوارد هيث وزيرًا للبريد والاتصالات وعُين مستشارًا خاصًا. في هذا المنصب، تولى مسؤولية تقديم الراديو التجاري لأول مرة، منهيًا احتكار هيئة الإذاعة البريطانية (BBC). كما عرض على البرلمان الإنهاء الكامل للقيود المفروضة على ساعات البث في التلفزيون والإذاعة. خففت القيود المفروضة على ساعات البث تدريجيًا منذ أوائل عام 1971 ثم رفعت بالكامل في يناير 1972 وبعد التعديل الوزاري في أبريل 1972 أصبح شاتواي وزيرا للتنمية الصناعية.

## العمل الوظيفي
عندما هُزم المحافظون في انتخابات فبراير 1974، أعلن شاتواي اعتزاله السياسة (عن عمر يناهز 43 عامًا) ولم يسعى لإعادة انتخابه في أكتوبر 1974. ثم بدأ العمل ليصبح مديرًا إداريًا لبنك أوريون، وهو بنك كونسورتيوم استحوذ عليه لاحقًا أحد المساهمين فيه، وهو البنك الملكي الكندي. وبقي مع أوريون، الذي أصبح فيما بعد نائبًا للرئيس، لمدة 15 عامًا. شغل عدة مناصب في مجالس الإدارة غير التنفيذية وكان أيضًا أول رئيس لمجلس إدارة مؤسسة Groundwork الخيرية البيئية. أمين صندوق الحملة الوطنية للإصلاح الانتخابي.
كان اهتمامه الخارجي الرئيسي هو أكشن أيد، وهي مؤسسة خيرية صغيرة للتنمية الخارجية، والتي أصبح أمين صندوقها في عام 1974 ورئيسًا لها لاحقًا. بحلول الوقت الذي ترك فيه مجلس الأمناء في عام 1999، ارتفع حجم مبيعات ActionAid السنوية إلى ما يقرب من 100 مليون جنيه إسترليني. عندما قرر آدم، نجل شاتواي، إطلاق مشروع للمياه في إثيوبيا تخليداً لذكرى خطيبته التي قُتلت في حادث مروري، اختار أن يفعل ذلك بالشراكة مع منظمة أكشن أيد. لقد أدى مشروع مياه فيكي، الذي افتتح في عام 2010، إلى تغيير حياة 20 ألف شخص.
عيين شاتواي رئيسًا لهيئة الطيران المدني في عام 1991، وهي الوظيفة التي استمتع بها لأسباب ليس أقلها أن والده كان أحد الطيارين الأوائل. لقد دعم صديقه كريس براشر عندما أسس ماراثون لندن، وكان رئيسًا لمجلس ألعاب الكومنولث في إنجلترا من عام 1990 إلى عام 2009. حصل على وسام فارس في عيد ميلاده عام 1995 لخدماته في صناعة الطيران.
انتخب ابن زوجته تشارلز ووكر نائبًا عن حزب المحافظين عن منطقة بروكسبورن في الانتخابات العامة لعام 2005.

## الحياة الشخصية ووفاته
تزوج شاتواي مرتين. أولاً، لآنا ليت (1959؛ طلقت عام 1975)، وأنجب منها ولدان وبنت؛ وثانيًا، لكارولا ووكر (1976 حتى وفاته)، وأنجب منها ولدان آخران.
عانى شاتواي من مرض السرطان خلال العامين ونصف العام الأخيرين من حياته. توفي في دار سانت جون في شمال غرب لندن في 19 يناير 2014، قبل اثني عشر يومًا من عيد ميلاده الثالث والثمانين.

## روابط خارجية
- كريستوفر شاتواي في قاعدة بيانات الأفلام على الإنترنت
- Sunday Times article 13 December 2009 نسخة محفوظة 31 مايو 2010 على موقع واي باك مشين.